# Cichobórz (Dąbie)
Cichobórz – wieś w Polsce położona w województwie dolnośląskim, w powiecie legnickim, w gminie Prochowice.
W latach 1975–1998 miejscowość administracyjnie należała do województwa legnickiego.